# Blueberry Garden
Blueberry Garden är ett plattforms-pusselspel skapat av Erik Svedäng och släppt den 10 juni 2009 via Steam. Det innehåller ett pianosoundtrack skrivet av Daduk. Spelet vann kategorin Seumas McNally Grand Prize för "Best Independent Game" vid 2009 års Independent Games Festival. På Swedish Game Awards 2009 vann det priset Best Innovation. Spelet utvecklades med Microsoft XNA.
Blueberry Garden utspelar sig i en handritad värld med ett levande ekosystem där det gäller att överleva. Spelaren kontrollerar en fågellik figur som kan röra sig, hoppa, flyga och samla och kasta föremål. I utforskningen kan träd och buskar hittas som producerar olika typer av frukt som har magiska egenskaper. Genom att äta dessa är det möjligt för figuren att flyga långa sträckor och andas under vatten.